# Villy-le-Bouveret
Villy-le-Bouveret là một xã trong tỉnh Haute-Savoie thuộc vùng Auvergne-Rhône-Alpes đông nam Pháp.